# Bæjarfjall (berg)
Bæjarfjall är ett berg i republiken Island. Det ligger i regionen Norðurland eystra, 300 km nordost om huvudstaden Reykjavík. Toppen på  Bæjarfjall är 553 meter över havet.
Trakten runt Bæjarfjall är nära nog obefolkad, med mindre än två invånare per kvadratkilometer. Det finns inga samhällen i närheten. Trakten runt Bæjarfjall består i huvudsak av gräsmarker.